# Procambarus
Procambarus is een geslacht van tienpotigen uit de familie van de Cambaridae.

## Soorten
Het geslacht omvat zo'n 160 soorten, waarvan meerdere met de naam Amerikaanse rivierkreeft worden aangeduid.
- Gestreepte Amerikaanse rivierkreeft (Procambarus acutus) (Girard, 1852)
- Floridarivierkreeft (Procambarus alleni) (Faxon, 1884)
- Rode Amerikaanse rivierkreeft (Procambarus clarkii) (Girard, 1852)
- Everglades-moeraskreeft (Procambarus fallax) (Hagen, 1870)
- Marmerkreeft (Procambarus virginalis) (Hagen, 1870)

## Verspreiding
De meeste soorten komen voor in het zuidoosten van de Verenigde Staten, maar sommige soorten komen ook in andere delen van de VS voor alsmede in Mexico, Cuba en Centraal-Amerika. Een aantal soorten komt als exoot voor op andere continenten.
Enkele soorten worden voor de consumptie geteeld.